# Geocaching Magazin
Das Geocaching Magazin ist die erste deutschsprachige Fachzeitschrift für das Thema Geocaching, eine Spiel- und Natursportart. Als Special-Interest-Zeitschrift wurde sie 2010 von Christian Gallus in Groß-Gerau gegründet, wo sich Redaktions- und Verlagssitz befinden. Das Magazin erscheint 2-monatlich, hat eine Auflage von 22.000 verkauften Exemplaren und finanziert sich durch Verkaufserlöse, Werbeeinnahmen und einen themenorientierten Produktvertrieb. Geocaching Magazin kann online über ein Abonnement oder in Einzelexemplaren bezogen werden. Zudem werden in den D-A-CH-Staaten exponierte Läden und Verkaufsstellen, beispielsweise an Bahnhöfen und Flughäfen mit Verkaufsexemplaren beliefert.

## Inhalt und Zielgruppe
Geocaching Magazin wendet sich in erster Linie an aktive Betreiber dieser Sportart. Es beinhaltet neben redaktionellen Beiträgen wie Reiseberichten und Routenbeschreibungen auch die Vorstellung und unabhängigen Tests einschlägiger Produkte, Ausrüstungsgegenstände, Geräte und Utensilien, sowie Tutorials und Workshops über unterstützende Software und Smartphone-Anwendungen. Jedes Heft besitzt einen Themenschwerpunkt, der eine bestimmte geografische Region behandelt. Die freien Autoren und Fotografen sind alle professionelle Journalisten, die das Geocachen selbst als Freizeitbeschäftigung ausüben. Geocaching Magazin wird neben Deutschland, Österreich und der Schweiz noch in weitere europäische Länder geliefert.